# فرودگاه داخلی باکوولد سیتی
فرودگاه داخلی باکوولد سیتی (به انگلیسی: Bacolod City Domestic Airport) (به زبان بومی: Paliparang Domestiko ng Lungsod ng Bacolod) یک فرودگاه همگانی مسافربری است که یک باند فرود آسفالت دارد و طول باند آن ۱۹۵۶ متر است. این فرودگاه در کشور فیلیپین قرار دارد و در ارتفاع ۸ متری از سطح دریا واقع شده‌است.

## شرکت‌های هواپیمایی و مقصدهای پروازی
The destinations of Bacolod City Domestic Airport before its closure.
| شرکت‌های هواپیمایی | مقصدهای پروازی |
| ----------------- | -------------- |
| Air Philippines   | Cebu, Manila   |
| سبو پسیفیک        | Cebu, Manila   |
| فیلیپین ایرلاینز  | Manila         |